# Dead Kennedys
Ded Kenediz (engl. Dead Kennedys) je jedan od najpopularnijih i najvažnijih američkiih hardkor i anarho pank bendova kasnih sedamdesetih i ranih osamdesetih godina 20. veka.

## Početak
Bend je nastao u San Francisku, (Kalifornija) u junu 1978. godine kada je gitarista Rejmond Peperel (Raymond Pepperell), poznatiji kao Ist Bej Rej (East Bay Ray) u muzičkim novinama dao oglas da traži članove za novoosnovani bend. Na oglas je prvi odgovorio Erik Rid Bušer (Eric Reed Boucher) poznatiji pod umetničkim imenom Dželo Biafra, ( Jello Biafra). Kasnije im se pridružuju i bubnjar Karlos Kadona (Carlos Cadona) poznatiji kao 6025.
Posle prvih demo snimaka, u julu 1978 bend pronalazi iskusnijeg bubnjara Brusa Slezingera (Bruce Slesinger) poznatijeg kao Ted, a 6025 napušta bend ali ga bend poziva nazad kao drugog gitaristu, gde ostaje do marta 1979. godine kada u bend dolazi Džefri Lajl (Geoffrey Lyall) poznatiji kao Klaus Florajd (Klaus Flouride) kao basista. U februaru 1981. Teda menja Daren Henli ( Darren Henley). poznatiji kao D.H. Peligro
Vrlo brzo posle osnivanja, sviraju prvi koncert u Mabuhay Gardens u julu 1978. godine i vrlo brzo privlače značajnu pažnju u San Francisku. Uživo, oni predstavljaju kombinaciju teatralnosti i haosa, nešto između Seks Pistols (engl. Sex Pistols) i Venčurs (engl. Ventures). 1979. godine izdaju prvi singl Kalifornija iber ales ("California Über Alles"), žestok napad na tadašnjeg guvernera Kaliforije, Džerija Brauna.
Isti signl je kasnije mnogo puta prerađivan, pa su sudbinu Drerija Brauna podelili i američki predsednik Ronald Regan koga naziva "car, imperator", Džordž Buš, Džordž Buš mlađi koga pogrdno zove "Kralj Džordž", kao i novi guverner Kalifornije Arnold Švarceneger. Svi oni su u toj pesmi žestoko ismevani i napadani kao autokrate pa čak i fašisti.

## Reči pesama
Biafra se proslavio kao izuzetno oštar i sarkastičan tekstopisac čije pesme izazivaju šok kod slušalaca ne samo zbog izuzetne energije tokom svirke već i samih reči koje ne štede nikoga a naročito liberale i desničare. Naročito je voleo da proziva one na najvišim položajima, guvernere i predsednike a omiljene su mu socijalne teme, religiozne teme, naročito mu smeta crkva i način na koji se bogate dok postoje milioni siromašnih. Izraziti je protivnik američkog fudbala, u stvari svega onoga što američki fudbal predstavlja pa se čak zalagao u svojoj kampanji za gradonačelnika San Franciska da se stadion sruši i koristi kao dom za beskućnike.

## Zanimljivosti
1979. bend privlači pažnju kada se Biafra kandiduje za gradonačelnika San Franciska. U kampanju pod sloganom "Uvek ima mesta za Žele" ( "There's always room for Jello") završava na četvrtom mestu od 10 kandidata sa preko 6000 glasova. Supervizor Kvenitn Kop brzo je progurao zakon po kojem se zabranjuje kandidatura na izborima osobama sa "smešnim imenima".
Pesma "Kalifornija iznad svega" (California Über Alles), postaje popularan slogan među mladim fašistima koji je potpuno pogrešno interpetiraju jer je satira te pesme upućena upravo protiv "zen fažizma" Džerija Brauna, guvernera Kalifornije. I singl "Poubijajte siromašne" ("Kill the Poor") je takođe bukvalno interpretirana pa je privukla i neke ljude, naročito u inostranstvu, koji nisu imali prestavu o čemu ta pesma govori osim što su prepoznali naslov koji je takođe sarkastičan a pesma protiv režima u SAD.

## Članovi
Prva postava:
- Dželo Biafra - pevač
- Ist Bej Rej - gitarista
- Klaus Florajd - basista
- 6025 - bubnjar

Trenutna postava:
- Ron "Skip" Grir (Ron "Skip" Greer) – glavni vokal (od 2008 do danas)
- Iste Bej Rej – gitara (1978 - 1986, 2001 - danas)
- Klaus Florajd – bas (1978 - 1986, 2001 - danas)
- Dejv Šef (Dave Scheff) – bubnjar (2008 - danas)

Bivši članovi:
- 6025 – bubnjar (1978), gitara (1978 - 1979)
- Ted – bubnjar (1978 - 1981)
- D. H. Peligro – bubnjar (1981 - 1986, 2001 - 2008)
- Dželo Biafra – glavni vokal (1978 - 1986)
- Brendon Kruz (Brandon Cruz) – glavni vokal (2001 - 2003)
- Džef Penalti (Jeff Penalty) – glavni vokal (2003 - 2008)

## Raspad
Bend prekida sa radom u decembru 1986. godine, posle albuma "Bedtime for Democracy" koji je pušten u novembru 1986. godine. Posle raspada Rej, Florajd i Peligro se posvećuju solo karijerama a Biafra počinje sa serijalom "spoken words" albuma u kojima oštro i duhovito iznosi svoje političke stavove.

## Ponovno okupljanje benda
2001. godine DK se ponovo okuplja ali bez frontmena i tekstopisca Biafre kojeg je bend tužio da je zadržao prava i kreativne privilegije za licence pesama benda. Biafra je optižio bend a su hteli da dozvole da se pesma "Letovanja u Kambodži" (Holidays in Cambodia) koristi u Levi's reklami, što je bend negirao. Pomenute pesma je u stvari žestoka kritika režima Crvenih Kmera u Kambodži i njihovog vođe Pola Pota koga je taktički podržavala američka vlada u svom ratu protiv Vijetnama pa je samim tim neprimerena da se pojavi kao muzička podloga za reklamu jedne takve kompanije kao što je Levi's.

## Diskografija

### Studijski albumi
Sve pesme na svim albumima je pisao Biafra osim ako nije drugačije naznačeno.
- Fresh Fruit For Rotting Vegetables ("Sveže voće za povrće koje truli"), 1980

1. "Kill the Poor" – 3:07 (Jello Biafra/East Bay Ray)
2. "Forward to Death" – 1:23 (6025)
3. "When Ya Get Drafted" – 1:23
4. "Let's Lynch the Landlord" – 2:13
5. "Drug Me" – 1:56
6. "Your Emotions" – 1:20 (East Bay Ray)
7. "Chemical Warfare" – 2:58
8. "California Über Alles" – 3:03 (Jello Biafra/John Greenway)
9. "I Kill Children" – 2:04
10. "Stealing People's Mail" – 1:34
11. "Funland at the Beach" – 1:49
12. "Ill in the Head" – 2:46 (6025/Jello Biafra)
13. "Holiday in Cambodia" – 4:37 (Jello Biafra/John Greenway)
14. "Viva Las Vegas" – 2:42 (Doc Pomus/Mort Shuman)

- In God We Trust, Inc. ("U boga verujemo, korporacija", sarkazam na račun američke vlade i zvaničnog slogana na američkim novčanicama), 1981

1. "Religious Vomit" – 1:04 (6025)
2. "Moral Majority" – 1:55
3. "Hyperactive Child" – 0:37
4. "Kepone Factory" – 1:18
5. "Dog Bite" – 1:13 (Klaus Flouride)
6. "Nazi Punks Fuck Off!" – 1:03
7. "We've Got a Bigger Problem Now" – 4:29
8. "Rawhide" – 2:11 (Ned Washington and Dimitri Tiomkin)

- Plastic Surgery Disasters ("Katastrofalne plastične operacije"), 1982

1. "Government Flu" – 2:59
2. "Terminal Preppie" – 1:30
3. "Trust Your Mechanic" – 2:55
4. "Well Paid Scientist" – 2:21
5. "Buzzbomb" (Jello Biafra/East Bay Ray) – 2:21
6. "Forest Fire" – 2:22
7. "Halloween" (Dead Kennedys) – 3:35
8. "Winnebago Warrior" (Dead Kennedys) – 2:09
9. "Riot" (Dead Kennedys) – 5:57
10. "Bleed for Me" (Dead Kennedys) – 3:24
11. "I Am the Owl" (Dead Kennedys) – 4:51
12. "Dead End" – 3:56 (East Bay Ray)
13. "Moon Over Marin" (Jello Biafra/East Bay Ray) – 4:29

- Frenkenchrist (složenica "Frankenštajn" i "hrist"), 1985.

1. "Soup Is Good Food" – 4:18 (Jello Biafra/Dead Kennedys)
2. "Hellnation" – 2:22 (D.H. Peligro)
3. "This Could Be Anywhere (This Could Be Everywhere)" – 5:24 (Jello Biafra/Dead Kennedys)
4. "A Growing Boy Needs His Lunch" – 5:50 (Jello Biafra/Dead Kennedys)
5. "Chicken Farm" – 5:06 (Jello Biafra/Dead Kennedys)
6. "Jock-O-Rama (Invasion of the Beef Patrol)" – 4:06 (Jello Biafra)
7. "Goons of Hazzard" – 4:25 (Jello Biafra/East Bay Ray)
8. "M.T.V. - Get off the Air" – 3:37 (Jello Biafra)
9. "At My Job" – 3:41 (East Bay Ray)
10. "Stars and Stripes of Corruption" – 6:23 (Jello Biafra/Dead Kennedys)

- Bedtime for Democracy ("Laku noć za demokratiju"), 1986

1. "Take This Job and Shove It" – 1:25 (David Allan Coe)
2. "Hop with the Jet Set" – 2:07
3. "Dear Abby" – 1:09
4. "Rambozo the Clown" – 2:25
5. "Fleshdunce" – 1:29
6. "The Great Wall" – 1:32
7. "Shrink" – 1:44
8. "Triumph of the Swill" – 2:17
9. "Macho Insecurity" – 1:30
10. "I Spy" – 2:30 (D.H. Peligro)
11. "Cesspools in Eden" – 5:56 (Jello Biafra/Dead Kennedys)
12. "One-Way Ticket to Pluto" – 1:38
13. "Do the Slag" – 1:36 (East Bay Ray)
14. "A Commercial" – 1:33
15. "Gone with My Wind" – 1:43
16. "Anarchy for Sale" – 1:18
17. "Chickenshit Conformist" – 5:58
18. "Where Do Ya Draw the Line" – 2:39
19. "Potshot Heard 'Round the World" – 2:10 (Jello Biafra/East Bay Ray)
20. "D.M.S.O." – 2:09 (Jello Biafra/Dead Kennedys)
21. "Lie Detector" – 3:43 (Jello Biafra/East Bay Ray)

### Živi albumi
- Off the Rails in Phnom Penh (1982)
- A Skateboard Party (1983)
- Mutiny on the Bay (2001)
- Live at the Deaf Club (2004)

### Kompilacije
- Give Me Convenience or Give Me Death (1987)
- Milking the Sacred Cow (2007)

### Singlovi
- "California Über Alles" (1979)
- "Holiday in Cambodia" (1980)
- "Kill the Poor" (1980)
- "Too Drunk to Fuck" (1981)
- "Nazi Punks Fuck Off!" (1981)
- "Bleed for Me" (1982)
- "Halloween" (1982)

### VHS/DVD
- The Early Years Live (2001)
- Live at DMPO's on Broadway (2003)
- The Lost Tapes (2004)
- Fresh Fruit For Rotting Eyeballs (2005)